# کوکولووتسه
کوکولووتسه (به صربی: Kukulovce) یک منطقهٔ مسکونی در صربستان است که در لسکواس واقع شده‌است. کوکولووتسه ۲۹۸ نفر جمعیت دارد.